# Brad Schlegel
Bradley Wilfred Schlegel (* 22. Juli 1968 in Kitchener, Ontario) ist ein ehemaliger kanadischer Eishockeyspieler.

## Karriere

### Vereine
Brad Schlegel startete seine Eishockeykarriere 1985 bei den London Knights in der Ontario Hockey League. Dort machte der rechts schießende Offensivverteidiger vor allem in seiner dritten Saison auf sich aufmerksam, als er in 78 Spielen 101 Scorerpunkte sammelte. Beim NHL Entry Draft 1988 wurde er von den Washington Capitals an insgesamt 144. Stelle gezogen. Nachdem er zwischen 1988 und 1991 für das Team Canada spielte, holten ihn die Capitals zur Saison 1991/92 in ihr Team. Jedoch pendelte er in seinen ersten beiden NHL-Jahren ständig zwischen Washington und dessen Farmteam aus Baltimore (AHL). Darum wechselte er 1993 zu den Calgary Flames, wo er jedoch ebenfalls nur sporadisch zum Einsatz kam.
Ein Jahr später folgte der Wechsel nach Europa zum EC Villacher SV, wo Schlegel mit 45 Punkten aus 40 Spielen zu alter Stärke zurückfand. Durch seine guten Leistungen in Österreich wurde der EC Hannover auf ihn aufmerksam und nahm ihn für die DEL unter Vertrag. Jedoch endete das Gastspiel nach nur wenigen Einsätzen und Schlegel kehrte nach Villach zurück, wo er bis 2000 für den VSV spielte. Auch während seines zweiten Engagements in Österreich überzeugte er mit hohen Scoringquoten. 1997 wurde er in das All-Star-Team der Alpenliga gewählt. Zur Saison 2000/01 wechselte er erneut nach Deutschland zu den Schwenninger Wild Wings.
Nur ein Jahr später verpflichteten ihn die Kölner Haie, mit denen Schlegel um die Meisterschaft mitspielen wollte und da er diese Chance in Schwenningen nicht sah. Bereits in seiner ersten Spielzeit in Köln wurde dieser Wunsch erfüllt: Am Ende eines turbulenten Jahres gewann er mit den Haien die deutsche Meisterschaft. 2002/03 wurde er Vizemeister mit den Kölnern, 2004 gewann er mit dem KEC den Pokal. Bis 2006 gehörte Schlegel stets zu den besten Spielern und war seit der Saison 2004/05 zudem Mannschaftskapitän beim KEC. Mitte der Spielzeit wurde er jedoch durch einen Kreuzbandriss zurückgeworfen, mit dessen Folgen er noch lange zu kämpfen hatte und aufgrund dessen er viele Spiele verpasste. Nach der Saison 2005/06, in der er mit dem KEC das Halbfinale erreichte, entschied er sich zu einem Wechsel zu den Hannover Scorpions. Nach einer Spielzeit in Hannover beendete er seine aktive Karriere.

### International
Seit Beginn seiner Karriere spielte Schlegel immer wieder für kanadische Auswahlteams. Von 1988 bis 1991 spielte er ausschließlich für das Nationalteam. 1991, 1992, 1995 und 2002 nahm er an den Weltmeisterschaften für sein Land teil. Dabei gewann er 1991 Silber und drei Jahre später Bronze. Außerdem spielte er bei den Olympischen Winterspielen 1992 und 1994 und gewann dort jeweils die Silbermedaille.

## Erfolge und Auszeichnungen
| - 1988 OHL Second All-Star Team - 1989 Spengler Cup All-Star-Team - 1996 Kärntner Eishockey Superstar des Jahres | - 1999 Österreichischer Meister mit dem EC VSV - 2002 Deutscher Meister mit den Kölner Haien - 2003 Teilnahme am DEL All-Star Game |

### International
- 1991 Silbermedaille bei der Weltmeisterschaft
- 1992 Silbermedaille bei den Olympischen Winterspielen
- 1994 Silbermedaille bei den Olympischen Winterspielen
- 1995 Bronzemedaille bei der Weltmeisterschaft

## Statistik
- NHL: 55 Spiele, 1 Tor, 9 Vorlagen, 12 Strafminuten
- Österreich: 204 Spiele, 26 Tore, 109 Vorlagen, 286 Strafminuten
- DEL: 327 Spiele, 48 Tore, 143 Vorlagen, 415 Strafminuten